# Nitokra pontica
Nitokra pontica is een eenoogkreeftjessoort uit de familie van de Ameiridae. De wetenschappelijke naam van de soort is voor het eerst geldig gepubliceerd in 1938 door Jakubisiak.